# I&u TV
i&u TV ist eine 2000 gegründete Fernsehproduktionsgesellschaft in Köln und war bis 2019 im Besitz von Günther Jauch. Das Unternehmen beschäftigte im Jahr 2020 150 feste Mitarbeiter und erwirtschaftete 2013 einen Umsatz von 52,3 Millionen Euro. Geschäftsführer und Chefredakteur ist Andreas Zaik. Nachdem sich der Verlag Gruner + Jahr aus dem Unternehmen zurückgezogen hatte, war Günther Jauch Alleingesellschafter. Im September 2019 verkaufte Jauch die Firma an den US-Finanzinvestor KKR. Er arbeitet aber weiterhin als Moderator und Berater mit.
Das Manager Magazin setzte Günther Jauch 2011 mit zwölf Produktionen auf Platz 1 seines Rankings „Stars der Produktion“.

## Produktionen und Moderatoren

### Aktuelle Produktionen
| Titel                               | Moderation | Sender    | Ausstrahlung           |
| ----------------------------------- | --- | --------- | ---------------------- |
| 20xx – Das Quiz                     | Frank Plasberg (2008–2022) Kai Pflaume (seit 2023)                                                            | Das Erste | seit 27. Dezember 2008 |
| Bin ich schlauer als...?            | Günther Jauch                                                                                                 | RTL       | seit 15. November 2019 |
| Denn sie wissen nicht, was passiert | Barbara Schöneberger, Günther Jauch, Thomas Gottschalk                                                        | RTL       | seit 18. August 2018   |
| Die Gegenteilshow                   | Daniel Boschmann                                                                                              | Sat.1     | seit 26. Mai 2021      |
| Die ultimative Chartshow            | Oliver Geissen                                                                                                | RTL       | seit 21. Mai 2003      |
| Jauch gegen ...                     | Oliver Pocher                                                                                                 | RTL       | seit 4. April 2022     |
| Klein gegen Groß                    | Kai Pflaume                                                                                                   | Das Erste | seit 11. Juni 2011     |
| Menschen, Bilder, Emotionen         | Günther Jauch (1996–2021) Thomas Gottschalk, Karl-Theodor zu Guttenberg (2022) Steffen Hallaschka (seit 2023) | RTL       | seit 15. Dezember 1996 |
| stern TV                            | Günther Jauch (1990–2011) Steffen Hallaschka (seit 2011)                                                      | RTL       | seit 4. April 1990     |

### Ehemalige Produktionen
| Titel                                           | Moderation                                                      | Sender    | Ausstrahlung                                                     |
| ----------------------------------------------- | --------------------------------------------------------------- | --------- | ---------------------------------------------------------------- |
| 1, 2 oder 3 – Die große Jubiläumsshow           | Elton, Steven Gätjen                                            | ZDF       | 22. Juli 2017                                                    |
| 5 gegen Jauch                                   | Oliver Pocher (bis 2017, 2019–2021) Frank Buschmann (2017–2018) | RTL       | 4. September 2009 bis 14. August 2021                            |
| 6! Setzen – Das Wissensduell Groß gegen Klein   | Günther Jauch                                                   | RTL       | 15. September 2007 und 24. November 2007                         |
| 20 Jahre RTL                                    | Oliver Geissen                                                  | RTL       | 3. und 12. Januar 2004                                           |
| 25 Jahre RTL – Die große Jubiläumsshow          | Oliver Geissen                                                  | RTL       | 10. und 17. Januar 2009                                          |
| 30 Jahre RTL – Die große Jubiläumsshow          | Thomas Gottschalk                                               | RTL       | 3. und 4. Januar 2014                                            |
| 60 Jahre ARD – Die große Geburtstagsshow        | Reinhold Beckmann                                               | Das Erste | 15. und 17. April 2010                                           |
| Absolut...                                      | Oliver Geissen                                                  | RTL       | Mai 2003 bis Dezember 2004 (3 Folgen)                            |
| Alle auf den Kleinen                            | Sonja Zietlow                                                   | RTL       | 4. Januar 2013, 7. Juni 2013, 7. September 2013                  |
| Das unglaubliche Quiz der Tiere                 | Frank Elstner                                                   | Das Erste | November 2007 bis Dezember 2011 (19 Folgen)                      |
| Der Kaiser wird 60 – Die Franz-Beckenbauer-Gala | Günther Jauch, Thomas Gottschalk                                | ZDF       | 11. September 2005                                               |
| Der klügste Deutsche                            | Kai Pflaume                                                     | Das Erste | 22. bis 29. Oktober 2011 und 20. bis 27. Oktober 2012 (6 Folgen) |
| Die 2 – Gottschalk & Jauch gegen alle           | Barbara Schöneberger                                            | RTL       | September 2013 – Dezember 2017                                   |
| Die 70er Show                                   | Hape Kerkeling                                                  | RTL       | April 2003 bis Oktober 2004                                      |
| Die 80er Show                                   | Oliver Geissen                                                  | RTL       | April bis Dezember 2002                                          |
| Die 90er Show                                   | Oliver Geissen                                                  | RTL       | November 2004 bis Februar 2005                                   |
| Die DDR Show                                    | Oliver Geissen, Katarina Witt                                   | RTL       | September 2003 (4 Folgen)                                        |
| Die Gripsshow                                   | Günther Jauch                                                   | RTL       | 2002 bis 2004 (3 Folgen)                                         |
| Die große Erste Hilfe Show                      | Günther Jauch                                                   | RTL       | 23. April 2006                                                   |
| Der große Haustiertest                          | Kai Pflaume                                                     | Sat.1     | Mai 2005 und Mai 2006 (2 Folgen)                                 |
| Die größten TV-Hits aller Zeiten                | Dirk Bach                                                       | RTL       | 25. September 2004 und 26. Februar 2005                          |
| Die Show der Woche                              | Oliver Geissen                                                  | RTL       | Herbst 2008 (2 Folgen)                                           |
| Die Uri Geller Show – Das Live-Experiment       | Günther Jauch                                                   | RTL       | 14. November 2004                                                |
| Die Weisheit der Vielen                         | Günther Jauch                                                   | RTL       | 20. Januar 2008                                                  |
| Die WM-Show mit Jörg Pilawa                     | Jörg Pilawa                                                     | Das Erste | März bis April 2006 (4 Folgen)                                   |
| Die Zwillingsshow                               | Désirée Nosbusch                                                | RTL       | 10. April 2004                                                   |
| Dieter Bohlen – Die Mega-Show                   | Oliver Geissen                                                  | RTL       | 20. Mai 2017                                                     |
| Drei bei Kai                                    | Kai Pflaume                                                     | Das Erste | 14. Oktober 2011 bis 13. Juli 2012 (36 Folgen)                   |
| Flieg mit mir!                                  | Guido Cantz                                                     | Das Erste | 18. August 2017 bis 1. Dezember 2017 (15 Folgen)                 |
| Günther Jauch                                   | Günther Jauch                                                   | Das Erste | 11. September 2011 bis 29. November 2015                         |
| Hallo Taxi                                      | Hape Kerkeling                                                  | RTL       | Frühjahr 2008 (7 Folgen)                                         |
| Hape trifft!                                    | Hape Kerkeling                                                  | RTL       | April 2004 bis Mai 2005 (7 Folgen)                               |
| Hape und die 7 Zwergstaaten                     | Hape Kerkeling                                                  | VOX       | 21. November 2021 bis 9. Januar 2022                             |
| Hartwichs 100! Daniel testet die Deutschen      | Daniel Hartwich                                                 | RTL       | 26. Juni – 17. Juli 2015 (4 Folgen)                              |
| Ich kann Kanzler!                               | Jörg Pilawa                                                     | ZDF       | Juni 2009 und Mai 2012 (9 Folgen)                                |
| Ich weiß alles!                                 | Jörg Pilawa                                                     | Das Erste | 8. September 2018 bis 15. Februar 2020                           |
| Kochüberfall                                    | Thorsten Schorn                                                 | RTL       | Ende 2006 (6 Folgen)                                             |
| Merci Udo – Deutschland sagt Danke!             | Barbara Schöneberger                                            | RTL       | 2. Dezember 2016                                                 |
| Nachsitzen! Promis zurück auf die Schulbank     | Daniel Hartwich                                                 | RTL       | 23. Juni 2017                                                    |
| Opdenhövels Countdown                           | Matthias Opdenhövel                                             | Das Erste | 12. April 2012 bis 20. April 2013                                |
| Paul Panzers 33                                 | Paul Panzer                                                     | RTL       | Frühjahr 2007 (6 Folgen)                                         |
| Pocher – gefährlich ehrlich!                    | Oliver Pocher, Amira Pocher                                     | RTL       | 15. Mai bis 17. Dezember 2020                                    |
| Quiz ohne Grenzen                               | Jörg Pilawa                                                     | Das Erste | 12. Dezember 2020 bis 5. Februar 2022                            |
| stern TV Reportage                              | keine                                                           | VOX, RTL  | Januar 1998 bis Dezember 2010                                    |
| Top, die Wette gilt..!                          | Kai Pflaume                                                     | Das Erste | 28. April 2017                                                   |
| Typisch Frau – Typisch Mann                     | Günther Jauch                                                   | RTL       | Oktober 2005 bis September 2006 (6 Folgen)                       |
| Unglaublich! – Die Show der Merkwürdigkeiten    | Marco Schreyl                                                   | RTL       | 13. September 2006 bis 22. August 2008 (11 Folgen)               |
| V – Die Verbrauchershow                         | Marco Schreyl                                                   | RTL       | Frühjahr 2007 (8 Folgen)                                         |
| Weltsensation – Michael Jackson hautnah         | Oliver Geissen                                                  | RTL       | 22. Februar 2003                                                 |
| Wo bist du?                                     | Kai Pflaume                                                     | Das Erste | 21. Dezember 2015                                                |
| Zeig mir deine Welt                             | Kai Pflaume                                                     | Das Erste | Juni 2013 bis Dezember 2018 (8 Folgen)                           |
| Zeugnis für Deutschland                         | Barbara Schöneberger                                            | RTL       | 29. Januar 2021                                                  |